# NGC 7175
NGC 7175 est un amas ouvert situé dans la constellation du Cygne. Il a été découvert par l'astronome britannique John Herschel en 1829.
NGC 7175 est à 1 930 ± 89 pc (∼6 290 al) du système solaire et les dernières estimations donnent un âge de 0,25 ± 0,01 milliard d'années. La taille apparente de l'amas est de 32 minutes d'arc, ce qui, compte tenu de la distance et grâce à un calcul simple, équivaut à une taille réelle de 59 ± 3 al.
Wolfgang Steinicke ainsi que le professeur Seligman considèrent NGC 7175 comme un groupe d'étoiles et non comme un amas ouvert. De plus, NGC 7175 ne figure pas sur le site WEBDA qui est consacré aux amas ouverts. Les bases de données Simbad et NASA/IPAC considèrent qu'il s'agit amas ouvert,.
Steve Gottlieb écrit au sujet de NGC 7175 qu'il s'agit d'un champ d'environ 80 étoiles très dispersées dans une région de 15'. Plusieurs étoiles semblent former des chaînes courbes. Une des chaînes de 3' traverse l'étoile HD 235682 près de la position indiquée par John Herschel. Quelques étoiles de magnitude 10 et 11 se trouvent du côté nord-ouest et l'étoile HD 235686 de magnitude 9,6 est à l'extrémité sud-est de la chaîne. Ce groupe peu impressionnant n'est pas vraiment distinctif.
Gottlieb note aussi qu'il se trouve à environ 20' au sud d'un groupe plus distinctif et plus brillant désigné comme [KPR2005] 116 par Simbad. Gottlieb mentionne aussi la description d'Herschel, « un regroupement lâche qui remplit deux champs et assez riche en grandes étoiles » ainsi que la remarque de l'astronome allemand Karl Wilhelm Reinmuth, « une région dense avec aucun amas stellaire distinctif ».